# 电影版
電影版又叫大電影，泛指由其他媒體原作改編而成的電影。
日語用法稱為剧场版，劇場版一詞本身並不侷限原本的媒體為何，但通常會用在先前已有日本電視劇或日本動畫的作品再度改編為電影版本的情況。
英文偶爾也會出現以「the movie」方式命名的作品，一般會被翻為電影版、大电影，或直接用the movie，如《飛哥與小佛電影版：超時空之謎》、和。